# ブラウン・セカール症候群
ブラウン・セカール症候群（英: Brown–Séquard syndrome）あるいは脊髄半側切断症候群とは、脊髄のある部位の半側が障害されたときに障害部位以下でおこる運動麻痺や感覚麻痺などの症状をいう。
医学者で生理学者のシャルル＝エドゥアール・ブラウン・セカールに因んで命名された。

## 症状
- 障害側にみられるもの
  - 随意運動麻痺、深部感覚麻痺、血管運動の障害
- 反対側にみられるもの
  - 温度覚麻痺、痛覚麻痺
- 両側にみられるもの
  - 触覚障害

## 伝導路と麻痺の出現
随意運動の伝導路は錐体路と呼ばれる。中枢は大脳皮質のarea4であり、神経線維は内包を通って下降する。大部分の神経線維は延髄の下端で左右交叉して脊髄に入り外側を下降（外側皮質脊髄路）、順次、脊髄の前角で運動神経に接続する。このため、脊髄の半側が障害された場合の運動麻痺は、障害側に現れる。
脊髄を上行する伝導路のうち後索路は、脊髄で左右交叉しない。したがって後索路を通る深部感覚、2点識別型触覚の麻痺は障害側に現れる。これに対して脊髄視床路は脊髄で左右交叉するため、これを通る温度覚、痛覚、原始的触覚の麻痺は反対側に現れる。